# Ђелато
Ђелато је смрзнути дезерт италијанског порекла. Занатски сладолед у Италији генерално садржи 6–10% масноће, што је мање од других стилова смрзнутих десерта. Ђелато обично садржи 70% мање ваздуха и више укуса од других врста смрзнутих десерта, дајући му густину и богатство које га разликује од других сладоледа.

## Историја
На италијанском језику, ђелато је генеричка реч за сладолед, независно од стила, тако да се свака врста сладоледа на италијанском назива ђелато. У енглеском језику, међутим, реч ђелато је почела да се користи за означавање специфичног стила сладоледа који потиче из италијанске занатске традиције. Ово је слично речи чај, генеричкој речи за чај на више језика, која се на енглеском односила на специфичан стил чаја индијског порекла.
У свом модерном облику, сладолед у италијанском стилу је заслужан италијанском кувару Франческу Прокопију деи Колтелију који је крајем 1600-их отворио свој Кафе Процопе у Паризу и представио десерт у свом кафићу, стећи запаженост прво у Паризу, а затим у остатку Европа . Захваљујући свом сладоледу, Прокопио не само да је добио француско држављанство, већ је добио и ексклузивну краљевску дозволу коју је у то време издао краљ Луј XIV, чиме је постао једини произвођач смрзнутог десерта у краљевству.
Током 1900-1950-их, различите иновације су олакшале аутоматску производњу сладоледа. Створена је Мотогелатиера, која је била прва аутоматска машина која је правила ђелато. Друге иновације, као што је серијски замрзивач, олакшале су складиштење смрзнутих десерта као што је гелато. Око 1940-их, Бруто Карпигиани је радио на стварању машина које би производњу сладоледа учиниле сигурнијом и лакшом. Данас је Карпигиани један од највећих произвођача машина за сладолед.  Данас је ђелато познат широм света, а Италија је једина земља у којој је тржишни удео занатског сладоледа у односу на масовно произведен ђелато више од 55%.

## Укуси
Традиционални укуси сладоледа састоје се од ваниле, чоколаде, лешника, бадема, пистаћа, крема и страћатела, односно fior di latte ђелато са комадићима чоколаде; fior di latte („млечни цвет“) је обичан, основни сладолед без укуса и без доданих јаја. Модернији укуси се састоје и од воћних укуса као што су малина, јагода, јабука, лимун, ананас и црна малина.

## Производња
Процес се састоји од загревања састојака до 85 °C за пастеризацију. Затим се смањује на 5 °C и измешати до жељене текстуре. Хладни процес меша састојке и меша у замрзивач. У "спринт" процесу, млеко или вода се додаје у пакет састојака који се затим меша и меша.
Као и код других сладоледа, шећер у ђелату спречава да се чврсто замрзне тако што се везује за воду и омета нормално формирање кристала леда. Ово ствара мање кристале леда и резултира глатком текстуром ђелата.  Амерички комерцијални ђелати се обично заслађују сахарозом, декстрозом или инвертованим шећером.